# Joseph Irwin France
Joseph Irwin France, född 11 oktober 1873 i Cameron, Missouri, död 26 januari 1939 i Cecil County, Maryland, var en amerikansk republikansk politiker. Han representerade delstaten Maryland i USA:s senat 1917-1923.

## Biografi
Efter studier i bland annat Leipzig avlade France 1897 sin läkarexamen vid Clark University i Worcester, Massachusetts. Han studerade vidare vid College of Physicians and Surgeons i Baltimore. France var verksam som lärare, läkare och finansman. Han var ledamot av delstatens senat 1906-1908. Han besegrade kongressledamoten David John Lewis i senatsvalet 1916. France kandiderade 1922 till omval men förlorade mot demokraten William Cabell Bruce.
France bestämde sig för att utmana sittande presidenten Herbert Hoover i republikanernas primärval inför presidentvalet i USA 1932. France fick fyra röster på republikanernas partikonvent i Chicago. Hoover nominerades med överlägsen majoritet men förlorade sedan själva presidentvalet mot Franklin D. Roosevelt.
France förlorade senatsvalet 1934 mot demokraten George L.P. Radcliffe. Hans grav finns på Hopewell Cemetery i Cecil County nära Port Deposit.